# Ronnie Wood
 (juillet 2022).
Si vous disposez d'ouvrages ou d'articles de référence ou si vous connaissez des sites web de qualité traitant du thème abordé ici, merci de compléter l'article en donnant les références utiles à sa vérifiabilité et en les liant à la section « Notes et références ».
 (juillet 2022).
Pour les articles homonymes, voir Wood.
Ronald David Wood, dit Ron Wood, est un guitariste britannique, né le 1er juin 1947 à Hillingdon dans le Middlesex.
Après avoir été bassiste du Jeff Beck Group et guitariste des Faces, il rejoint les Rolling Stones en 1975 en tant que guitariste aux côtés de Keith Richards en remplacement de Mick Taylor.

## Biographie

### Guitariste
Le frère aîné de Ron, le chanteur Art Wood, a connu une certaine notoriété au début des années 1960, en tant que leader d'une formation issue du British Blues, The Artwoods. Ron Wood commence sa carrière de guitariste avec The Birds en 1964 ; ce groupe ne diffuse que quatre 45 tours, et sa reprise en anglais du hit de Polnareff La Poupée qui fait non, demeure inédite jusqu'à une compilation CD parue en 1999.
En 1967, la chanteuse américaine P. P. Arnold, enregistre un single avec Rod Stewart, Come Home Baby, avec Ron Wood à la guitare, Keith Richards à la basse, Nicky Hopkins au piano électrique, Keith Emerson à l'orgue Hammond, Micky Waller à la batterie et The Georgie Fame Brass Section. La chanson est produite par Mick Jagger qui est aussi choriste. En 1967 toujours, Jeff Beck fonde le Jeff Beck Group et engage Ron Wood comme bassiste. Rod Stewart est au chant et Micky Waller est à la batterie. Mais les deux équipiers de Jeff Beck quittent le groupe en 1969 après deux albums. Ce dernier  reformera le groupe pour deux autres albums.

### Les Small Faces

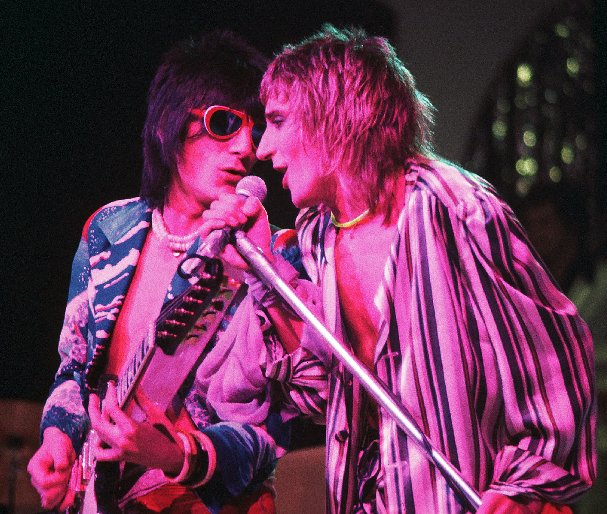
Ron Wood et Rod Stewart en 1975.

Cette même année 1969, Rod Stewart et Ron Wood rejoignent l'important groupe mod The Small Faces, à la suite du départ du chanteur-guitariste Steve Marriott, parti fonder Humble Pie avec son ami Peter Frampton. Les Small Faces réduisent leur nom en Faces. L'orientation musicale évolue également, de la pop à un rock plus graisseux, les Faces devenant une formation rivale à part entière des Rolling Stones qui s’essoufflent un peu après 1973-1974. Leurs quatre albums connaissent une très grande popularité, notamment en Angleterre.

### Les Stones
Avant d'intégrer les Stones, il crée aux côtés de David Bowie un morceau inspirateur du titre It's Only Rock 'n' Roll des Rolling Stones, ce qui est mentionné sur la pochette de l'album homonyme de 1974. Ron Wood est également crédité comme coauteur sur une dizaine de titres des Rolling Stones dont Dance, Black Limousine, One Hit (To the Body) ou encore Had It With You.
C'est durant ces années que Ron Wood forge une très forte amitié avec Keith Richards, avec lequel il joue parfois en concert en 1974, si bien qu'il est choisi par les Stones en 1975 pour remplacer Mick Taylor lors de la tournée de 1975-1976. Ce poste ne devait être que provisoire pour la durée de la tournée et le temps de lui trouver un remplaçant, mais Rod Stewart décidant alors de quitter les Faces pour se lancer dans une carrière solo, Ron Wood se voit proposer de rejoindre officiellement le groupe. Son ancien patron Jeff Beck avait été, lui aussi, approché par le groupe pour occuper ce poste. En 1979, il forme avec Keith Richards le groupe The New Barbarians qui effectue une tournée américaine. Il poursuit également une carrière solo et tourne en duo avec Bo Diddley aux États-Unis et au Japon en 1987 et 1988. 

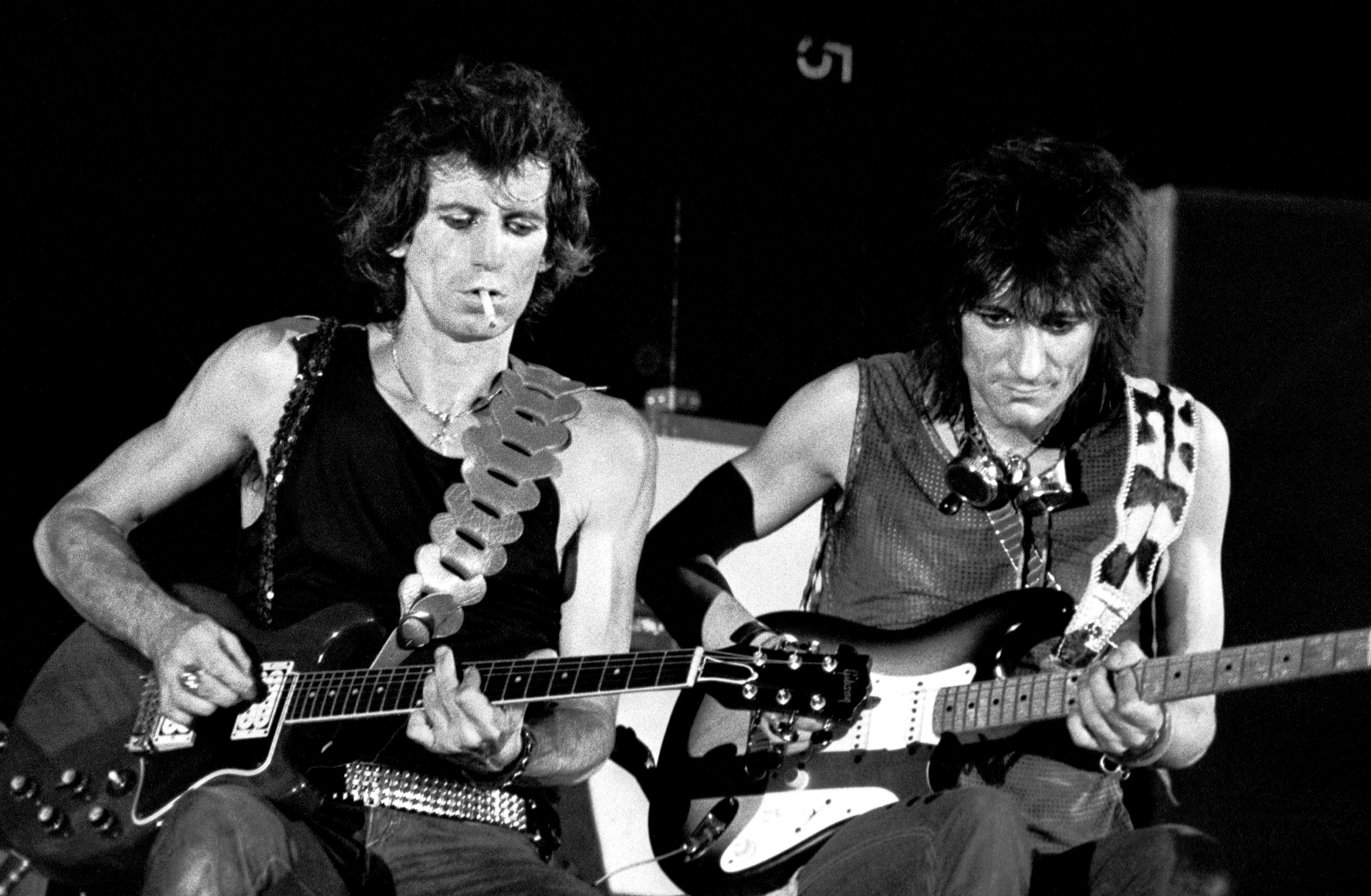
Keith Richards et Ron Wood en 1982.

Guitariste, compositeur d'une partie du répertoire des Faces, artiste ayant accompagné des formations majeures, Ron Wood a parfois souffert d'être comparé à ses deux prédécesseurs au sein des Rolling Stones, Brian Jones, puis Mick Taylor : Brian Jones avait été une figure majeure du groupe et un multi-instrumentiste reconnu, et Mick Taylor était un guitariste virtuose. Ron Wood apporta cependant beaucoup en matière relationnelle : resté en bons termes à la fois avec Mick Jagger et Keith Richards après une première séparation du groupe - et s'apercevant qu'il y était resté plus longtemps que n'importe lequel de ses deux prédécesseurs - il prend sur lui de rapprocher les deux. Cela débouchera sur l'album Steel Wheels. Son jeu de guitare, moins virtuose mais plus nerveux que celui de Mick Taylor, convenait mieux à Keith Richards. Les deux guitaristes, très complices, ont rapidement développé une méthode unique : le "tissage" des guitares rythmique et solo, qui s'entremêlent sans qu'on puisse facilement déterminer qui joue quelle partie (technique que Keith Richards a appelé "The ancient art of weaving", l'art ancien du tissage). Durant la période Mick Taylor, le partage des rôles était plus tranché entre la rythmique et le soliste.

### Peintre
Ron Wood est aussi peintre, ce qu'il considère comme son « autre métier ». Il a exposé en 2007 dans une galerie parisienne (Quai Voltaire) des toiles qui retracent le mouvement et la musique. Les Stones ou d'autres personnalités du show-business sont souvent représentés sur ses toiles. Lors des concerts des Rolling Stones, il a pris l'habitude de créer les set-list sous forme d’œuvres d'art.

### Vie privée
Ron a eu six enfants de trois femmes différentes. 
De 1971 à 1978, il est marié avec le mannequin Krissy Findlay (1948-2005), ils ont eu un fils Jesse James Wood né le 30 octobre 1976.
Il épouse en deuxièmes noces, le 2 janvier 1985, le mannequin Josephine Karslake dont il divorce en 2011 ; ensemble ils ont deux enfants Leah Wood, née le 22 septembre 1978 et Tyrone Wood, né le 21 août 1983. Il a également adopté Jamie, le fils de Josephine né en 1973.  
Le 21 décembre 2012 il épouse en troisièmes noces Sally Humphreys, productrice de théâtre, ils ont les jumelles Gracie Jane Wood et Alice Rose Wood, nées le 30 mai 2016.

## Discographie

### Avec The Birds

#### Singles
- 1964 : You're on My Mind / You Don't Love Me
- 1965 : Leaving Here / Next in Line
- 1965 : No Good Without You Baby / How Can It Be?
- 1966 : Say Those Magic Words / Daddy Daddy

### Avec P. P. Arnold et Rod Stewart

#### Single
- 1967 : Come home baby - Ron Wood à la guitare, avec Keith Richards à la basse, Keith Emerson à l'orgue Hammond, Nicky Hopkins au piano électrique, Mick Waller à la batterie et The Georgie Fame Brass Section aux cuivres.

### Avec Creation
- 1968 : For All That I Am/Uncle Bert
- 1968 : Bonney Moroney/Mercy Mercy Mercy

### Avec Jeff Beck Group
- 1968 : Truth
- 1969 : Beck-Ola

### Avec Rod Stewart
- 1969 : An Old Raincoat Won't Ever Let You Down - Keith Emerson orgue sur "I Wouldn't Ever Change a Thing"
- 1970 : Gasoline Alley
- 1971 : Every Picture Tells a Story
- 1972 : Never a Dull Moment
- 1974 : Smiler

### Avec The Faces
- 1970 : First Step
- 1971 : Long Player
- 1971 : A Nod Is As Good As a Wink... to a Blind Horse
- 1973 : Ooh La La
- 1974 : Coast to Coast: Overture and Beginners

### Avec les Rolling Stones

#### Albums studio
- 1976 : Black and Blue - Sur cet album, Ron joue à titre d'invité.
- 1978 : Some Girls
- 1980 : Emotional Rescue
- 1981 : Tattoo You
- 1983 : Undercover
- 1986 : Dirty Work
- 1989 : Steel Wheels
- 1994 : Voodoo Lounge
- 1997 : Bridges to Babylon
- 2005 : A Bigger Bang
- 2016 : Blue & Lonesome
- 2023 : Hackney Diamonds

#### Albums live
- 1977 : Love You Live
- 1982 : Still Life: American Concert 1981
- 1991 : Flashpoint
- 1995 : Stripped
- 1998 : No Security
- 2004 : Live Licks
- 2019 : Bridges to Bremen

#### Bande originale de film
- 2008 : Shine a Light

### Compilations
- 1979 : Time Waits for No One: Anthology 1971–1977
- 1981 : Sucking in the Seventies
- 1984 : Rewind (1971–1984)
- 1993 : Jump Back: The Best of The Rolling Stones
- 2002 : Forty Licks
- 2005 : Rarities 1971–2003
- 2012 : GRRR! - 2 nouvelles chansons avec Ron Wood, Doom and Gloom et One More Shot.
- 2019 : Honk

### Solo
- 1974 : I've Got My Own Album to Do. - Avec Keith Richards, Mick Jagger, David Bowie, George Harrison, Mick Taylor, etc.
- 1975 : Now Look.. Avec Keith Richards et Mick Taylor, etc.
- 1976 : Mahoney's Last Stand - Avec Ronnie Lane, Pete Townshend, Rick Grech, Kenney Jones, Ian McLagan, etc.
- 1979 : Gimme Some Neck - Avec Keith Richards, Mick Jagger, Charlie Watts, Mick Fleetwood, Bobby Keys, Dave Mason, etc.
- 1981 : 1234 - Avec Charlie Watts, Bobby Womack, Jim Keltner, Nicky Hopkins, etc.
- 1988 : Live at the Ritz Avec Bo Diddley
- 1992 : Slide on This - Avec Charlie Watts, The Edge, Simon Kirke, Michael Kamen, etc.
- 1993 : Slide on Live: Plugged In and Standing
- 2000 : Live and Eclectic
- 2001 : Not for Beginners - Avec Bob Dylan guitare sur deux chansons.
- 2007 : The First Barbarians: Live from Kilburn - Avec Keith Richards, Rod Stewart, Ian McLagan, Andy Newmark, Willie Weeks.
- 2010 : I Feel Like Playing - Avec Darryl Jones, Billy Gibbons, Ivan Neville, Bernard Fowler, etc.
- 2019 : Mad Lad: A Live Tribute to Chuck Berry (Live enregistré au Wimborne’s Tivoli Theater en Angleterre en 2018)

## Participations
- 1968 : Tomorrow du groupe Tomorrow. - Ron joue la basse sur 4 chansons bonus de cet album du groupe Tomorrow, On a Saturday, The Kid Was a Killer, She et The Visit.

## Publications
- 1998 - Wood on Canvas (Genesis Publications)
- 2008 - Ronnie Wood Autobiographie (L'autobiographie déjantée du guitariste des Rolling Stones) (K&B Éditeurs)